# Merkmal
Ein Merkmal (auch Charakteristikum) ist allgemein eine erkennbare Eigenschaft, die eine Person, eine Sache oder einen abstrakten Zusammenhang von anderen unterscheidet. Der Merkmalsbegriff wird auch in DIN 55350 sowie DIN EN ISO 9000:2015 Abs. 3.10.1 definiert.
Der Begriff „Merkmal“ ist in der deutschen Sprache seit dem 17. Jahrhundert belegt. Eine besondere Rolle spielte das Merkmal beim Klassifizieren von Gegenständen in der Taxonomie seit dem 17. Jahrhundert, z. B. bei Carl von Linné (siehe #Biologie).

## Wissenschaften

### Philosophie, Begriffstheorie
In der Philosophie wird der Begriff Merkmal auf die traditionelle Lehre vom Begriff bezogen, in der unterschieden wird zwischen einem Seienden, von dem der Begriff aussagbar ist (Materialobjekt), und dem Inhalt (Formalobjekt), der in diesem Begriff erfasst ist (→ Materialobjekt und Formalobjekt). Als Begriffsinhalt gilt das Merkmal oder die Gesamtheit der Merkmale.
Verwendet wird der Begriff sowohl in der semantischen Bedeutung von Kennzeichen (→ Zeichen; differentia specifica) als auch im Sinne von Eigenschaft. Für den Philosophen Immanuel Kant (1724–1804) war ein Merkmal „dasjenige an einem dinge, was einen theil des erkenntnis desselben ausmacht“. Seitdem sind die wesentlichen Merkmale ein unverzichtbarer Bestandteil von Definitionen. Der Philosoph Georg Wilhelm Friedrich Hegel (1770–1831) schrieb hingegen: „Nichts ist so sehr selbst das Merkmahl der Aeußerlichkeit und des Verkommens der Logik, als die beliebte Kategorie des Merkmahls.“
Der Logiker Gottlob Frege setzte die Eigenschaften eines Gegenstandes mit den Merkmalen der Begriffe gleich, unter die der Gegenstand fällt (siehe Zitat Frege).

### Biologie
In der Botanik war es Carl von Linné (1707–1778), der zur Unterscheidung der verschiedenen Pflanzenarten das wesentliche Merkmal ins Blickfeld seiner Einteilungen nahm. Nach ihm ergab sich das wesentliche Merkmal aus „der sorgfältigsten Beschreibung der Entwicklung der Blüte und Frucht der ersten Art. Alle anderen Arten der Gattung werden mit der ersten verglichen, wobei alle ungleichförmigen Merkmale ausgeschlossen werden. Nach dieser Arbeit erhält man das wesentliche Merkmal“. Sowohl Linné als auch der Botaniker Joseph Pitton de Tournefort (1656–1798) definierten mit dem wesentlichen Merkmal eine botanische Gattung. Mit Ausnahme des etwas problematischen Begriffs „Wesen“ (der für viele heutige Leser, wenn auch nicht unbedingt für Linné selbst, einen essentialistischen Beiklang hat) entspricht dies bis heute der Arbeit der Biologen mit Differentialmerkmalen.
Heute versteht man in der Biologie unter Merkmalen alle Eigenschaften von Arten (und anderen Gruppen) bzw. Individuen, die zu deren Unterscheidung verwendet werden können. Als Artmerkmale dienen meist in erster Linie morphologische Merkmale, andere wie physiologische, ethologische oder genetische Merkmale können aber, je nach Fragestellung, wichtiger sein. Individuelle Merkmale sind zum Beispiel Alter, Erfahrung oder Status (bei sozialen Arten).
Einige Merkmale sind nicht eindeutig zuzuordnen: beispielsweise ist die Körpergröße ein Artmerkmal, das oft zur Unterscheidung verwandter Arten herangezogen wird, sie ist aber, innerhalb einer Reaktionsnorm, auch individuell variabel. Die Ausprägung eines Merkmals hängt oft sowohl von den Erbanlagen als auch von äußeren Umwelteinflüssen ab. Dabei legen die Gene in ihrer Gesamtheit den Toleranzbereich fest, in dem Merkmale auf Grund der Umwelteinflüsse variieren können. Dabei spielen auch Mechanismen der Selbstorganisation eine Rolle (Beispiele: frühembryonale Vernetzung der Nervenzellen des Gehirns, Ausbildung der Knochenbälkchen).
Die umweltgesteuerte Ausprägung wird als Modifikation bezeichnet. Zeigen einzelne Tierarten oder -gruppen eine besondere Eigenschaft, die bei allen übrigen Lebewesen nicht auftaucht, so wird von einem Exklusivmerkmal gesprochen (Beispiel: Behaarung bis hin zum Fell tritt lediglich bei Säugetieren auf).
Eine große Rolle spielen Umwelteinflüsse zum Beispiel in der Ethologie, wenn Verhaltensmerkmale in der Entwicklung des Individuums durch Prägung oder andere Lernformen individuell verschieden ausgebildet werden.
Das Merkmal wird von Jakob Johann von Uexküll als Regelgröße innerhalb des Funktionskreises angesehen.
In der phylogenetischen Systematik oder Kladistik wird der Begriff „Merkmal“ teilweise mit zwei unterschiedlichen Bedeutungen verwendet. So wird er einerseits in der Bedeutung „eine Struktur eines Organismus“ benutzt. Andererseits wird der Zustand, in dem sich eine Struktur befindet, ebenso als Merkmal bezeichnet. Nach dem ersten Ansatz wäre zum Beispiel „rote Blütenfarbe“ ein Merkmal einer Pflanze, nach dem zweiten wäre „rot“ eine Ausprägung des Merkmals „Blütenfarbe“. Der zweite Ansatz wird meist bevorzugt, weil er aufgrund der Unterscheidung zwischen ,Merkmal’ (engl. character) und ,Merkmalszustand‘ (engl. character state) eine genauere Beschreibung ermöglicht. Einige Biologen verwenden den Begriff aber weiterhin im Sinne von „individuelle Eigenschaften“.

### Psychologie
Der Begriff des Merkmals wird im Rahmen der Differentiellen Psychologie bzw. Psychologischen Diagnostik auch als Oberbegriff für alle psychischen „Attribute“ einer Person, hinsichtlich der sich die Person von anderen unterscheiden kann, verwendet. Eine Ursache ist, dass der Eigenschaftsbegriff im engeren Sinne für überdauernde Persönlichkeitseigenschaften (engl. trait) verwendet wird, von denen die Zustände (engl. state) oder Verhaltensgewohnheiten (engl. habit) zu unterscheiden sind.

### Linguistik
In der Allgemeinen Linguistik sind Merkmale Eigenschaften von sprachlichen Objekten, siehe distinktives Merkmal, Merkmalstruktur, semantisches Merkmal.

### Statistik und Empirik
In der Statistik spricht man von einem Merkmal im Sinne einer erhobenen Größe bzw. einer statistischen Variable.

### Angewandte Informatik
In der angewandten Informatik benutzt man Merkmale von Daten in Signalform (Bilder, Sprachdaten), um die Daten besser verarbeiten zu können (Beispiele sind die Energie eines Sprachsignals oder eines Bildes, MFCCs oder LPCs in der Spracherkennung). Verschiedene Merkmale werden oft zu Merkmalsvektoren zusammengefasst, welche die Mustererkennung erleichtern.

## Beispiele

### Produktmerkmale
Zahlreiche käufliche Produkte werden in vielfältigen Varianten hergestellt, die durch eine Vielzahl von Merkmalen beschrieben werden. Bei den Merkmalen handelt es sich um Eigenschaften, die für das jeweilige Produkt typisch sind und es sowohl aus Kunden- als auch aus Herstellersicht eindeutig charakterisieren. Insbesondere bei Automobilen kann sich der Kunde die Merkmale seines Produktes mit Hilfe eines Produktkonfigurators selber zusammenstellen. Die Merkmale können entweder lose nebeneinanderstehen oder logisch miteinander verbunden sein und einen idealen booleschen Verband bilden. Dadurch ist es einfacher, eine konsistente Auswahl der Produktmerkmale zu erreichen.

### Merkmale einer Handschrift
In der Schriftvergleichung und der Graphologie sind zahlreiche Merkmale von Handschriften von Interesse, z. B. Besonderheiten der Druckgebung, der Strichbeschaffenheit, der Formgebung und Bewegungsführung, des Bewegungsflusses, der Bewegungsrichtung sowie der horizontalen und vertikalen Ausdehnung und Flächengliederung.

## Arten von Merkmalen

### Quantitative und qualitative Merkmale
- Quantitative Merkmale werden gemessen oder gezählt. Die Merkmalsausprägungen werden als Zahlenwerte plus Einheit angegeben. Mögliche Werte sind zum Beispiel: 30 cm für das Merkmal „Länge“ und 5 kg für das Merkmal „Masse“. Quantitative Merkmale können diskrete oder stetige Merkmale sein (siehe unten).[13]
- Qualitative Merkmale sind Merkmale, die in Worten oder in Zahlen beschrieben werden können (Beispielsweise 0=rot, 1=grün). „Qualitative Merkmale sind immer diskret, da sie von Natur aus nur eine abzählbare Menge möglicher Merkmalswerte (Kategorien) haben.“[14]

### Diskrete und stetige Merkmale
- Diskrete Merkmale: „Diskret sind solche Merkmale, die nur endlich viele oder abzählbar unendlich viele Ausprägungen annehmen können. Insbesondere sind alle Merkmale diskret, deren Werte man durch Zählen ermittelt.“[14] Statt von diskreten Merkmalen spricht man auch von diskontinuierlichen Merkmalen.[15]
- Stetige Merkmale: „Stetig sind solche Merkmale, die jeden beliebigen reellen Wert zumindest in einem Zahlenintervall annehmen und damit überabzählbar viele Ausprägungen aufweisen können. […] Typische stetige Merkmale sind Zeit, Länge, Gewicht, Volumen etc.“[14]
- Quasistetige Merkmale: Diskrete Merkmale, die eine extrem hohe Anzahl möglicher Ausprägungen annehmen können, werden gelegentlich als quasistetig bezeichnet. Dies trifft beispielsweise auf Geldbeträge zu, die auf zwei Nachkommastellen genau erfasst werden können. Aus Vereinfachungs- und Kostengründen werden diese teils durch Klassierung „ganz klar diskretisiert“, wie bei Einkommensgrenzen. Umgekehrt können sie auch bei besonderer Bedeutung „verstetigt“ werden, was beispielsweise der Fall ist, wenn Wechselkurse auf 5 Nachkommastellen genau angegeben werden.[14]

### Häufbare und nicht häufbare Merkmale
Je nachdem, ob ein Merkmalsträger bezüglich einer Merkmalsdimension nur eine oder mehrere Merkmalsausprägungen tragen kann, unterscheidet man:
- nicht häufbares Merkmal: Jedem Merkmalsträger kann eindeutig nur eine Merkmalsausprägung zugeordnet werden. Beispielsweise hat jeder Mensch nur eine Körpergröße.[16]
- häufbares Merkmal: Ein Merkmalsträger kann mehrere Merkmalsausprägungen tragen. Beispielsweise kann ein Mensch zwei Berufe haben.[16]

Indem für alle möglichen Kombinationen eines häufbaren Merkmals eineindeutig ein neuer Merkmalswert zugeordnet wird, kann ein häufbares Merkmal in ein nicht häufbares zurückgeführt werden.